# Business Data Catalog
Business Data Catalog - usługa pozwalająca na wykorzystanie danych z zewnętrznych źródeł w stronach stworzonych na Microsoft Office SharePoint Server. Głównym celem usługi jest dostarczenie warstwy komunikacji pomiędzy aplikacjami biznesowymi takimi jak Siebel Systems, SAP ERP, CRM oraz innymi źródłami danych z serwerem Office Sharepoint Server. 

## Szczegóły
BDC jest dostępny jedynie w Microsoft Office SharePoint Server i jest wspierany szeregiem różnych komponentów typu:
- Web Parts - technologia no-code, pozwalająca na wyświetlanie danych i ich hierarchizację (na przykład klient i zamówione przez niego produkty)
- Business Data in Lists - możliwe użycie na przykład, aby wypełnić listę wyboru pozycjami słownikowymi. Dzięki temu użytkownik nie wprowadza danych ręcznie (na przykład model samochodu)
- Business Data Actions - pozwalają na przykład na edycję i zapisanie zmian danych bezpośrednio do systemu, z którego Sharepoint korzysta
- Business Data Search - kolekcjonowanie, indeksowanie oraz wyszukiwanie pełnotekstowe po danych podłączonych do BDC
- Business Data in User Profiles - pobieranie danych ze źródeł podłączonych do BDC do uzupełnienia profili zdefiniowanych w Sharepoint